# Product lifecycle management
Product lifecycle management även förkortat PLM är en filosofi för hur man hanterar en produkt och information om produkten under produktens hela livscykel. Tolkningen av livscykel är här ganska vid och omfattar allt från att idén till produkten kläcks, utveckling av produkten, till att produkten demonteras, återvinns eller skrotas. Begreppet PLM används ofta när just informationen om produkten skall hanteras under produktens hela livscykel.
Med olika typer av programvaror, så kallade PLM-system (kallas ibland PDM-system), kan information om produkten skapas, lagras och återsökas. Informationen kan även versionshanteras och olika informationsmängder som rör produkten kan relateras till varandra. Tanken är att PLM och PLM-system skall stödja samtliga processer som rör framtagningen och hanteringen av en produkt under hela produktens livscykel för alla aktörer som är involverade i produktframtagningen och hanteringen av produkten på ett eller flera samarbetande företag inklusive användaren av produkten.
In the fashion industry, Product Lifecycle Management (PLM) systems are increasingly adopted to streamline the complex process of bringing apparel products to market. Fashion-specific PLM software helps manage product design, materials, specifications, sample tracking, supplier collaboration, and sustainability data across the lifecycle of a garment. Cloud-based PLM platforms are especially useful for enabling real-time collaboration between design, production, and sourcing teams, while also supporting transparency and compliance with regulations like the EU Digital Product Passport.